# Tempio di Giove Libertà
Il tempio di Giove Libertà (in latino Aedes Iovis Libertatis, noto anche semplicemente come tempio della Libertà) era un tempio dell'antica Roma, situato sul colle Aventino, dedicato alla Libertà.
Di questo tempio non è rimasta traccia e se ne ignora l'esatta posizione, anche se si ritiene che sorgesse presso il tempio di Giunone Regina e la basilica di Santa Sabina .

## Storia
Il tempio della Libertà fu fatto costruire sull'Aventino da Tiberio Sempronio Gracco quando era edile e fu dedicato il 13 aprile (idi di aprile) dello stesso anno.
Durante la seconda guerra punica, al termine della battaglia di Benevento (214 a.C.), il figlio Tiberio diede il segnale ai soldati vittoriosi di raccogliere tutti i loro bagagli (impedimenta) e di fare ritorno in città, dove furono accolti da una folla festante, che abbracciandoli e congratulandosi con loro, li invitava nelle loro case.
Furono quindi allestiti banchetti per tutti nell'atrio delle abitazioni a cui parteciparono anche i soldati romani.
Gli schiavi volontari (volones) banchettarono col capo coperto da un pileo o avvolto in una fascia di lana bianca.
Lo spettacolo apparve così piacevole che Gracco, una volta tornato a Roma, fece dipingere una rappresentazione di quel giorno nel tempio della Libertà.
Nella raffigurazione dipinta nel tempio si osservavano gli schiavi volontari che ricevevano la libertas, dopo aver combattuto vittoriosamente per Roma.
La divinizzazione della Libertà trovò la prima realizzazione a Roma con questo tempio (altri esempi saranno poi il tempio con statua della dea Libertà dedicato da Clodio sul Palatino sui terreni espropriati a Cicerone a seguito dell'approvazione della lex de exsilio e l'edificazione dell'Atrium Libertatis).
Il tempio fu restaurato da Augusto e fu nuovamente dedicato il primo settembre.
Festo cita il tempio semplicemente come Libertatis templum, cosa che ha indotto a dubitare se effettivamente il tempio della Libertà e il tempio di Giove Libertà fossero lo stesso tempio.